# Jan Groothuyse
Johan Wilhelm (Jan) Groothuyse (Amsterdam, 1922 – december 1983) was een Nederlands huisarts en psychiater die in het Amsterdamse Wallengebied werkte. Naast prostituées behoorden ook kunstenaars tot zijn patiënten, onder wie Anton Heyboer.

## Biografie
Groothuyse werd in de Spaarndammerbuurt geboren. Zijn vader was scheepskok en zijn moeder dreef een kruidenierswinkeltje. Hij groeide op in Amsterdam en haalde in 1940 zijn mulo-examen. Daarna ging hij werken, terwijl hij intussen Latijn en Grieks leerde om zijn staatsexamen te kunnen halen. Toen hij werd opgeroepen voor de Arbeidsdienst dook hij onder. Hij haalde zijn gymnasiumdiploma, maar werd door de Duitsers opgepakt, en moest in Göttingen als ziekenbroeder werken.
In 1948 haalde Groothuyse zijn kandidaatsexamen medicijnen. Hij nam waar voor collega's en begon in 1955 een eigen huisartspraktijk aan het Oudekerksplein. In 1956 vestigde hij zich in het pand Oudekerksplein 50, waar hij tot zijn dood zou blijven wonen.

Aanvankelijk liep de praktijk niet en werd hij door de buurt uitgetest, maar vervolgens werd hij geaccepteerd. Zijn bijnamen waren de druipertjesdokter, de hoerendokter, de lullendokter, of de tientjesdokter - dit laatste omdat hij na een consult direct om zijn honorarium vroeg.
Groothuyse promoveerde op 2 juni 1970 aan de Universiteit Utrecht bij prof. dr. J.C. van Es, hoogleraar in de geneeskunde van de huisarts, op het proefschrift De arbeidsstructuur van de prostitutie. Paranimf was Gerard Reve.

Volgens Groothuyse was de prostituee veel minder een slachtoffer van haar pooier dan werd gedacht en was de gezagsverhouding eerder omgekeerd. In Het menselijk tekort van de pooier (1973) beschreef hij de pooiers als voor het overgrote deel zielige figuren die buiten het maatschappelijk verkeer stonden, en die voor hun psychische en sociale ontreddering vluchtten in drankzucht, drugsmisbruik, en orgiën.

## Gerard Reve
In de jaren vijftig of in 1963 maakte Groothuyse kennis met Gerard Reve, die destijds op de Oudezijds Achterburgwal woonde en zichzelf had verwond bij een dronkemansruzie met zijn partner Wimie. Er ontstond een vriendschap. Tussen 1963 en 1980 schreef Reve 109 brieven aan Groothuyse, waarvan hij 107 publiceerde in Brieven aan mijn lijfarts (1991).

## Persoonlijk leven
Groothuyse was getrouwd met de filosofe Len van Rossum, en had een dochter en een zoon. Hij scheidde in 1981 en hertrouwde. In december 1983 pleegde hij op 61-jarige leeftijd zelfmoord.